# Hősök szobra (Rákosliget)
A Hősök szobra egy első világháborús emlékmű Budapest XVII. kerületében, Rákosligeten, a Hősök terén.

## Története
A szobor közadakozásból épült fel az akkor még önálló község Rákosliget első világháborús hősi halottainak emlékére. 1925. május 31-én, pünkösd hétfőn avatták fel, az avatóbeszédet József főherceg tartotta.
A rajta található apró márványtábla felirata (Milassin Lajos, 1938–) miatt gyakorta tulajdonítják Milassin Lajosnak a tervezését és 1938-nak az átadás évét, azonban mindkettő tévedés. Az emlékművet a Hősök Emlékét Megörökítő Országos Bizottságon keresztül rendelték meg, onnan is a 243-as számú típustervet, amit a katalógus szerint Friedrich Loránd építész tervezett; ugyanakkor egy korabeli fényképen tisztán kivehető Wandra Lajos neve úgy feltüntetve, mint tervezőé. Az egyediségét adó, felső részén található kardot és babérkoszorút formázó dombormű és tetején a turul külön megállapodás tárgyát képezte, ezeket vélhetően Körmendi Frim Jenő alkotta, az elülső részén egykor volt rohamozó katonát ábrázoló domborművet pedig Thomek Lajos.
A szobor alapzata eredetileg műkőből négyzethasáb alakban volt megépítve. A talapzaton állt és áll azóta is a betonból készült, csonka gúla formájú tulajdonképpeni emlékmű, aminek elülső részén majdnem teljes hosszában egy babérkoszorún átdugott kard domborműve található, tetején pedig egy turulmadár van kitárt szárnyakkal, repülésre készen. A hősök névsora eredetileg a kard alatt volt; a vésés máig halványan kivehető. Az alkotás körül a talaj szintjétől megemelt és szintén műkővel elkerített díszkertet hoztak létre.
Az idők során állaga erőteljesen leromlott, mígnem 1996-ban a Budapest Galéria segítségével felújították. Ekkor talapzatát egyúttal át is építették; az eredetileg használt anyagok helyett mészhomok téglából lett újra kirakva, alul és felül is lépcsős kialakítással, ahogy a díszkert kőkerítése és az egykori lépcsők is. Ekkor távolították el a gúláról és írták át a talapzat két oldalára felhelyezett két márványtáblára az első világháború rákosligeti hősi halottainak neveit ábécé sorrendben. Elülső, frontális részén a rohamozó katonát ábrázoló dombormű helyén szintén ekkor helyezték el márványtáblába vésve Bajza József Apotheosis című versének első két sorát: Nyugosznak ők, a hősfiak dúló csaták után, alatta a háború kezdő és záró évével: 1914–1918. A versrészlet is eredetileg a gúlán volt, a kard alatt, de a hősök névsora fölött; halványan máig kivehető ez az eredeti vésés is.